# Абдукция
Абдукцията (лат. abductio; англ. abduction) е вид логическо заключение, определено от Чарлс Пърс като „гадаене“ или „изказване на хипотеза“. При абдукцията доказваме, че нещо е вярно, чрез вече доказаната вярност на някое негово следствие. Описано по формален начин, ако при абдукцията {\displaystyle a} следва от {\displaystyle b}, това означава, че {\displaystyle a} е достатъчно, но не и необходимо условие за верността на {\displaystyle b}.
На практика методът на абдукцията се използва от всяка наука, която създава хипотетични модели на базата на емпирични данни. Пърс твърди, че при добрата абдукция трябва да се избират такива обяснения на явленията, които са „максимално прости“.

## Пример
Теза: Електрическата крушка не свети, когато няма ток.
Наблюдение: Крушката не свети.
Заключение: Няма ток.
Още един пример:
Теза: Когато хората са пияни, те трудно пазят равновесие и залитат.
Наблюдение: Иван в момента залита и трудно пази равновесие.
Заключение: Иван е пиян.
Естествено, това е само едно предположение, което може да се окаже и невярно (причината за залитането би могла да е коренно различна).
Абдукцията е генериране на правдоподобни обяснения за това, което наблюдаваме около нас.